# Tuyau (conseil)
Pour l’article homonyme, voir Tuyau.
Dans le langage courant, un tuyau désigne un conseil censé provenir d'une personne bien informée dans un sujet bien précis, par exemple l'information sur le gagnant d'une course à venir, ou des places de concert moins chères.
En Belgique, les tuyaux sont des examens des années précédentes dont les étudiants disposent grâce à leurs prédécesseurs. Certains professeurs sont dès lors dits tuyaux à mort, c'est-à-dire que leurs examens se ressemblent fortement d'année en année. La catégorie opposée n'est guère appréciée des étudiants.